# Iara Coelho
Iara Maria Rezende Azevêdo Coelho, hoje Iara Maria Coelho Jereissati (Luz, 1981), é uma representante de Minas Gerais eleita vice-Miss Brasil 2004, ganhando assim o título de Miss Brasil Mundo 2004.
É casada desde 2007 com o empresário Carlos Francisco Ribeiro Jereissati. 

## Biografia
Nascida na pequena cidade de Luz, filha do juiz de direito José Adalberto Coelho e de professora e diretora de colégio Eloíza Resende, Iara havia estudado num colégio de freiras e aos 17 anos foi morar na Bélgica para fazer um intercâmbio. Na época do Miss Brasil estudava Direito, formando-se depois na PUC de Minas.    
Foi num compromisso como Miss Brasil Mundo, durante um almoço no restaurante Xapuri, na Pampulha, que ela conheceu Carlos Francisco Jereissati, então patrocinador de alguns concursos estaduais e 30 anos mais velho que ela. Ele era então o presidente do Conselho Administrativo do Grupo Jereissati, dono da rede de shopings Iguatemi e outras empresas e que tem uma fortuna de mais de 1,6 bilhões de reais. "Descobri que tínhamos gostos em comum", disse ela para a revista Encontro em 2015. 
Eles se casaram em setembro de 2007, em Araxá, moram em São Paulo e têm uma filha, Maria Clara.    
Iara é empresária do mundo da moda, tendo lojas exclusivas de marcas como D&G, entre outras, nos shoppings Iguatemi.  

## Participação em concursos de beleza
Segundo a revista Encontro em 2015, quando morou na Bélgica, ela conheceu a Miss Liége, "o que a fez despertar para esse sonho", segundo o Estado de Minas. 
Foi eleita Miss Minas Gerais em 2004, quando o concurso completava 50 anos e em edição que teve Marta Rocha como uma das juradas. Pouco depois, em 15 de abril de 2004, no Credicard Hall, na cidade de São Paulo, ficou com o 2º lugar no Miss Brasil 2004, o que lhe deu o direito de ser a Miss Mundo Brasil daquele ano. 
Em dezembro de 2004 concorreu ao título de Miss Mundo 2004 em Sanya, na China, mas não se classificou. Porém, segundo o portal oficial do concurso brasileiro, ela "ficou entre as semifinalistas nas competições classificatórias de talento e traje de banho".  

## Curiosidades
- No Miss Brasil, Iara ficou um posto à frente da Miss Paraná Grazi Massafera, que viraria uma celebridade nacional e atriz da Globo pouco depois. [9] [8]
- Por seu casamento, é cunhada do ex-governador do estado do Ceará, senador e ex-presidente nacional do PSDB Tasso Jereissati. [10]